# Frieden von Krzyszkowo
Der Frieden von Krzyszkowo (polnisch Pokój krzyszkowski) am 30. August 1157 beendete den Feldzug  des deutschen Kaisers Friedrich Barbarossa gegen den polnischen Seniorherzog Bolesław IV.

## Vorgeschichte
Bolesław III. Schiefmund hatte in Polen nach seinem Tod 1138 das Senioratsprinzip eingeführt. Polen wurde in mehrere Herzogtümer geteilt, die Oberherrschaft sollte der jeweils älteste Herzog von aus Krakau ausüben. Sein ältester Sohn Władysław II. wurde jedoch von seinen Halbbrüdern 1146 aus Polen vertrieben und suchte Schutz im Reich. Die Macht in Polen übernahm der zweitälteste Sohn Bolesław III., Bolesław IV. Władysław II. wandte sich an den Kaiser, den er in Bamberg traf, mit der Bitte um Intervention. Friedrich Barbarossa überschritt die Oder, Glogau und Beuthen an der Oder wurden niedergebrannt, und das kaiserliche Heer belagerte Posen. Bolesław lenkte ein und bat um Frieden. Der Frieden wurde in Krzyszkowo, einem Dorf bei Posen geschlossen.

## Beschlüsse
Bolesław erkannte seine Tributpflichtigkeit gegenüber dem Kaiser an und zahlte als Entschädigung die Kosten des Feldzugs. Gleichzeitig sicherte er zu, dass er die Rückkehr Władysławs ermöglichen werde. Im Gegenzug erkannte ihn der Kaiser als Herrscher Polens an.

## Nachgang
Entgegen der Zusage erlaubte Bolesław Władysław nicht die Rückkehr, so dass dieser 1159 in der Verbannung starb. Erst die Söhne Władysławs Mieszko von Oppeln und Bolesław der Lange konnten 1163 nach Polen zurückkehren, wo ihnen Schlesien als Herzogtum zugeteilt wurde.